# Edgar Allan Poe (filme)
Edgar Allan Poe é um curta-metragem mudo estadunidense de 1909, do gênero drama biográfico, dirigido por D. W. Griffith, com roteiro de Frank E. Woods baseado no poema The Raven, de Edgar Allan Poe, cuja vida inspirou o filme.
O filme foi erroneamente lançado com erro ortográfico no título: "Allen" (com e).

## Elenco
- Barry O'Moore ... Edgar Allan Poe
- Linda Arvidson
- Clara T. Bracy
- Anita Hendrie
- Arthur V. Johnson
- James Kirkwood
- David Miles
- Charles Perley